# Astragalus pulposus
Astragalus pulposus är en ärtväxtart som beskrevs av Mikhail Grigoríevič Popov. Astragalus pulposus ingår i släktet vedlar, och familjen ärtväxter. Inga underarter finns listade i Catalogue of Life.